# Chen Xiaoyong
Chen Xiaoyong  (* 13. Mai 1955 in Peking) ist ein chinesischer Komponist.

## Leben
Chen Xiaoyong studierte in Peking zunächst Violine und von 1980 bis 1985 Komposition am Zentralkonservatorium. Direkt im Anschluss daran absolvierte er bis 1989 ein Aufbaustudium bei György Ligeti an der Hochschule für Musik und Theater Hamburg. 
Chen Xiaoyong erhielt 1993 den Christoph-und-Stephan-Kaske-Preis in München und 1995 das Bach-Preis-Stipendium der Hansestadt Hamburg. Gastprofessuren führten ihn seit 1997 ständig nach Taiwan, Hong Kong und die VR China. Chen war seit 1987 als Lehrbeauftragter am Asien-Afrika-Institut der Universität Hamburg tätig und lebt als freischaffender Komponist in Hamburg. 2010 erhielt er eine Gastprofessur an der Hochschule für Musik und Theater Hamburg, seit Oktober 2013 lehrt er dort als Professor für Komposition.

## Kompositorisches Schaffen
Chen Xiaoyong steht in seiner Kompositionsweise der ostasiatischen Philosophie sehr nahe, in der dem Eigenwert der Dinge und des Klangs eine viel größere Beachtung geschenkt wird als im westlichen Denken.
Entscheidend ist nicht der Umfang des verwendeten musikalischen Materials, sondern dessen sensible Entfaltung mit neuen und unerwarteten Mitteln, um dem Zuhörer ein tiefes Erleben des Klanges zu ermöglichen. 
Chens Musik ist darüber hinaus sehr stark mit Eigenschaften der chinesischen Sprache und Musik verbunden, was sich in ihrer subtilen Melodik spiegelt: kleinste Änderungen, zeitliche Dehnungen, Intervallspreizungen und differenzierte Unterschiede der Dynamik prägen seine Kompositionen.
Chen schreibt jedoch weder eine rein chinesische noch eine rein europäische Musik. Zwar bezieht er sich auch auf die chinesische Musiktradition – etwa durch Verwendung der chinesischen Zither Zheng – doch erweckt diese nicht den Eindruck folkloristischer Zutaten. 
Sein Europa-Debüt als Komponist feierte Chen 1987 bei den Donaueschinger Musiktagen mit der Uraufführung des 1. Streichquartetts durch das Auryn Quartett. 1992 erhielt Chen den Kompositionspreis des Forums Junger Komponisten des WDR für seine Komposition „Yün“ für Sopran und 11 Instrumentalisten, die unter Péter Eötvös mit dem Ensemble Modern in Köln uraufgeführt wurde. Die Deutsche Kammerphilharmonie Bremen produzierte 1999 in Kooperation mit Radio Bremen die Portrait-CD Invisible Landscapes. Ebenfalls 1999 schrieb er im Auftrag der Calouste Gulbenkian Foundation das Orchesterwerk Interlaced Landscapes, welches mit dem Orquestra Gulbenkian unter Muhai Tang auf einer Tournee durch China und Portugal sieben Aufführungen erlebte. Im Jahre 2000 entstand die Komposition Fusion für Ensemble im Auftrag des Cellisten Yo-Yo Ma für dessen Silk Road Project. Im Juni 2002 wurde die Komposition XI-Fusion III für Ensemble als Auftrag des Asien-Afrika-Instituts der Universität Hamburg uraufgeführt. In vielen seiner Kompositionen spielt die Verbindung von Klang und Stille eine wichtige Rolle.
Er arbeitete mit zahlreichen Orchestern und Ensembles in Europa und Asien zusammen. Aufführungen seiner Werke fanden mittlerweile in allen Kontinenten u. a. bei zahlreichen Festivals statt, wie Asian Music Festival und Pacific Music Festival in Japan, Dresdner Tage der zeitgenössischen Musik, Asian Contemporary Music Festival Korea, Musicarama in Hongkong, Holland Festival, Wiener Graben-Fest-Tage, Festival „Présences“ von Radio France (Paris), Tage der Neuen Musik Hannover, Festival Ars Musica (Belgien), Weltmusiktage in Manchester (1998) und Hong Kong (2002, 2007), Das neue Werk Hamburg, Festival unserer Zeit Münster, Brahms Festival Lübeck, Internationale Ferienkurse für Neue Musik Darmstadt, Tromp Muziek Biennale in Holland, Tage der Neuen Musik Würzburg, Biennale der Neuen Musik Hannover, Tanglewood Festival (USA), International Gaudeamus Music Week, Festival MaerzMusik/Berliner Festspiele, Huddersfield Contemporary Music Festival, International Shanghai Spring Music Festival, Warschauer Herbst, Sommerliche Musiktage Hitzacker, Hamburger KlangWerktage Festival.

## Werke (Auswahl)
- Duet for violin and zheng (1989)
- Warp für Kammerorchester (1994)
- Evapora für Flöte, Oboe (Klarinette), Klavier, Violine, Cello (1996)
- Enclosed Events für Flöte, Cello, Klavier (1997)
- Static and Rotation for Guitar (1997)
- Invisible Landscapes für Zheng, Schlagwerk, Klavier und Kammerensemble (1998)
- Interlaced Landscapes für Orchester (1999)
- Yang Shen for soprano, three Chinese instruments and ensemble(2002)
- Speechlessness, Clearness and Ease (2004)
- Interlaced Fragments (2004)
- Floating Colours für Orchester (2006)
- Colours of Dreams für Orchester (2008)
- Wasserzeichen für Sheng und Ensemble (2009)
- Kaleidoskop in Zeiten für Orchester (2012)